# Patos do Piauí
Patos do Piauí is een gemeente in de Braziliaanse deelstaat Piauí. De gemeente telt 6.417 inwoners (schatting 2009).